# Sausnējas pagasts
Sausnējas pagasts er en territorial enhed i Ērgļu novads i Letland. Pagasten havde 683 indbyggere i 2010 og 595 indbyggere i 2016 og omfatter et areal på 117 kvadratkilometer. Hovedbyen i pagasten er Sidrabiņi.